# Nudelholz

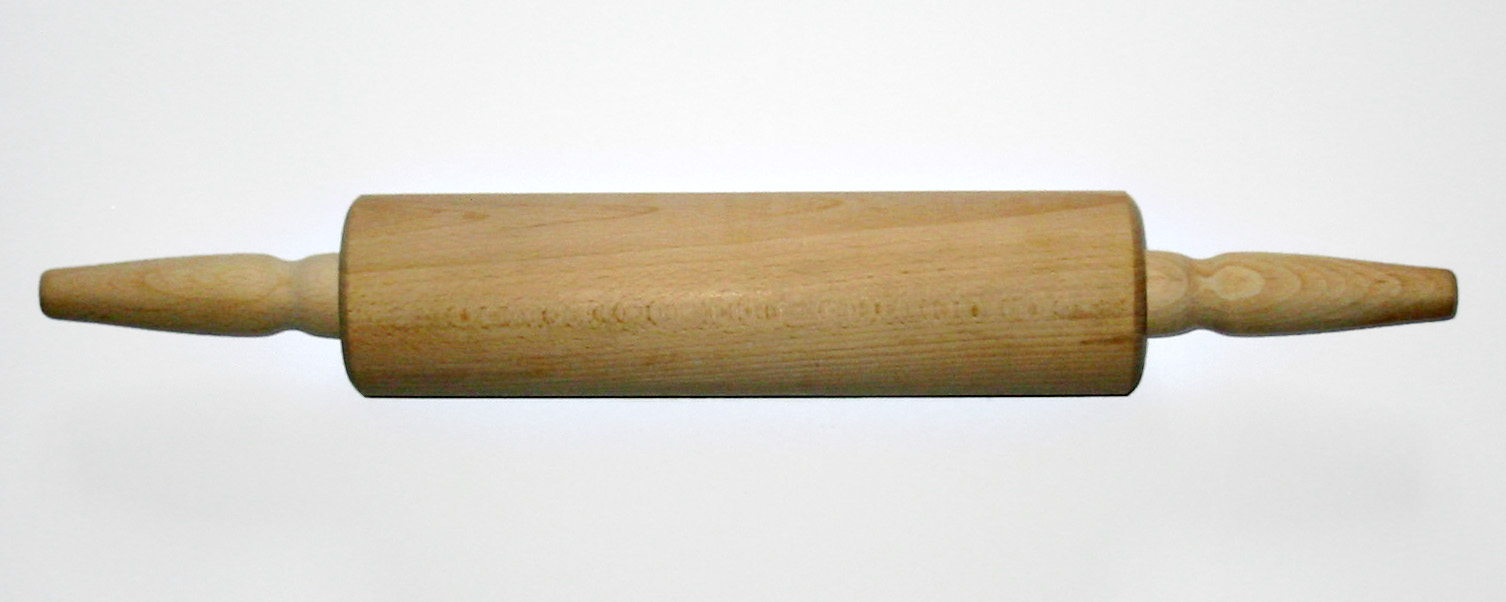
Nudelholz aus Buche

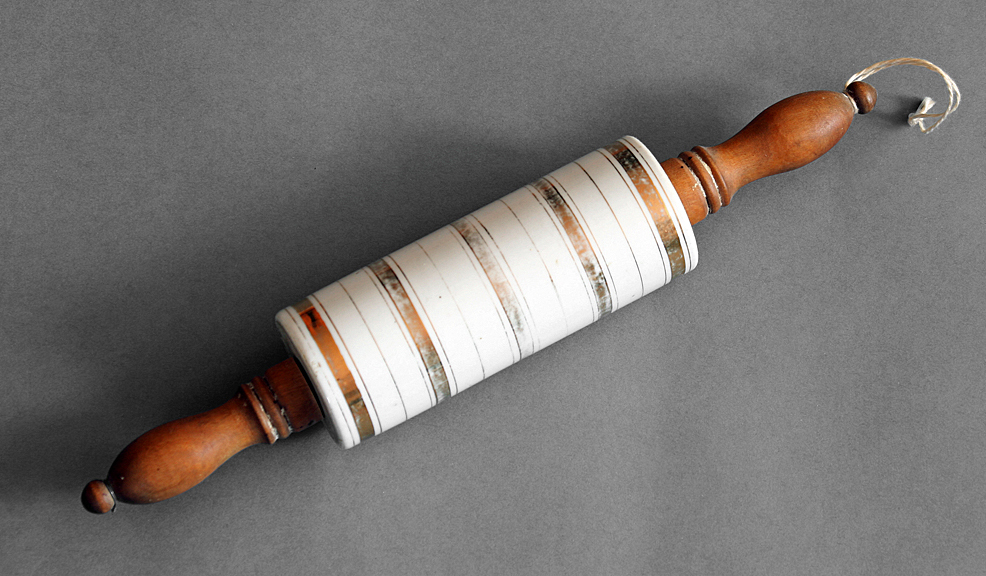
Nudelholz mit Walze aus Porzellan

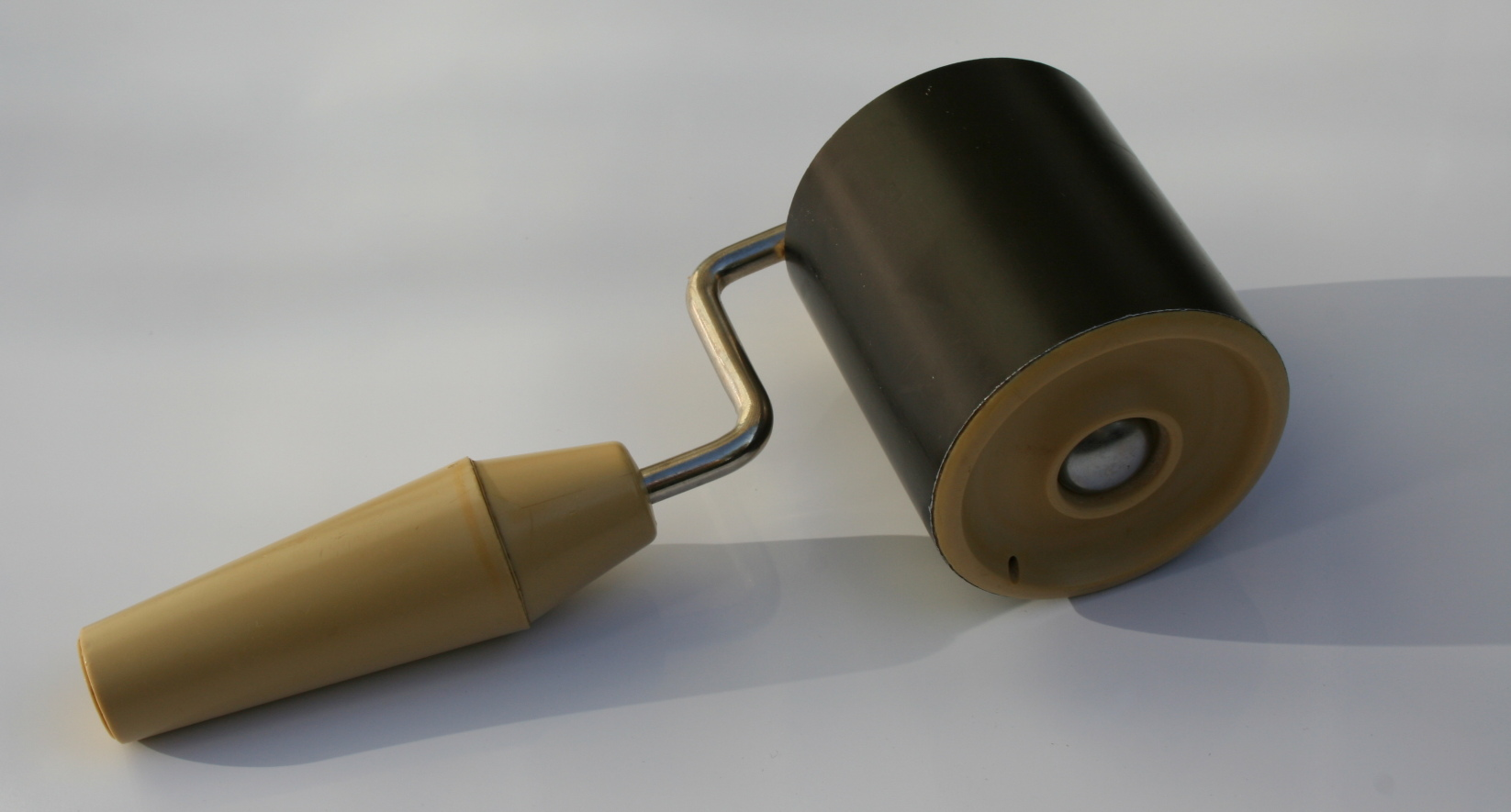
Teigrolle aus Kunststoff für Einhandbedienung

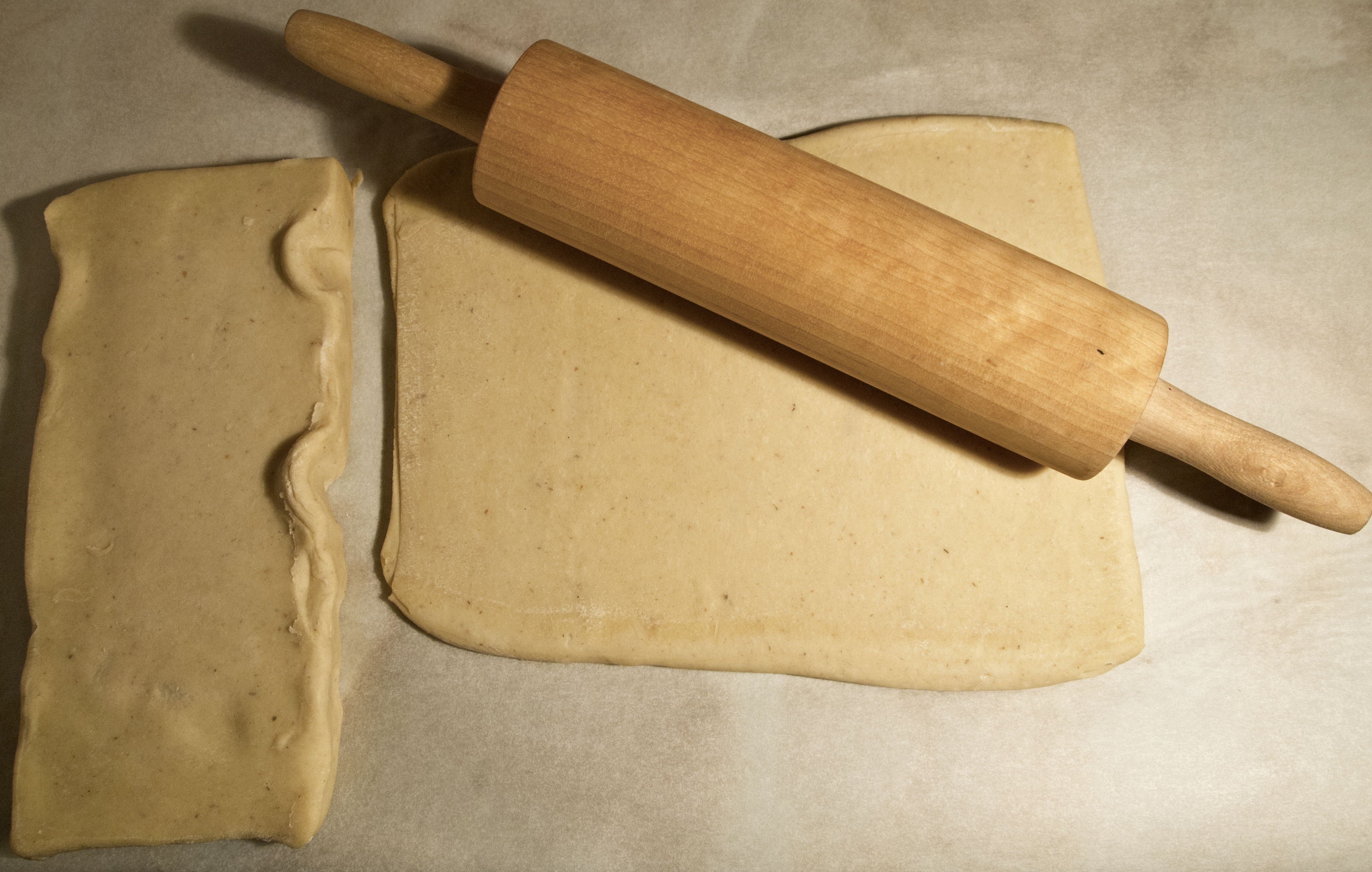
Wallholz mit ausgerolltem Teig

Ein Nudelholz (bundesdeutsches Hochdeutsch), Nudelwalker (österreichisches Hochdeutsch) bzw. Wallholz (Schweizer Hochdeutsch), regional auch »Wellholz« (Schweiz), »Wirgelholz«, »Wargelholz« (schwäbisch), »Woigler« (mit dem man etwas »woigelt«, bairisch), »Rollholz«, »Nudelrolle«, »Teigwalze«, »Backrolle«, »Kuchenrolle« oder »Teigrolle« genannt, ist eine etwa 20 bis 40 Zentimeter lange massive Walze mit glatter Oberfläche, die zum gleichmäßigen Ausrollen von Teig für Nudeln, Strudel, Kuchen, Plätzchen und Torten benutzt wird.
Einfache Nudelhölzer, wie sie z. B. in Frankreich oder China (gǎnmiànzhàng 擀面杖) und Japan (menbō 麺棒) üblich sind, bestehen lediglich aus einem vier bis fünf Zentimeter dicken Rundstab, der mit den flachen Händen über den Teigfladen gerollt wird. In Deutschland und anderen Ländern verbreiteter ist eine Variante mit fast doppelt so großem Durchmesser und zwei Griffen an den Enden, die entweder direkt aus dem Rundstab gedrechselt oder wie heute üblich, über eine -Achse verbunden sind, um die sich die Rolle dreht. Professionelle Wellhölzer, wie sie z. B. in Bäckereien verwendet werden, haben einen größeren Durchmesser, damit die Fingerknöchel nicht mehr am Tisch anstoßen können, und sie sind kugelgelagert, um die Reibung zwischen den Griffen und der Walze zu verringern.
Nudelhölzer werden in der Regel aus hartem, feinporigem Holz wie Buche oder Ahorn hergestellt. Walzen, die in der gewerblichen Lebensmittelproduktion verwendet werden, sind meist aus Marmor, Kunststoff oder Metall.

## Bedeutung in der populären Kultur
In den Darstellungen zahlreicher Comics und Karikaturen (z. B. Asterix) wird das Nudelholz von resoluten Hausfrauen gegen ungehorsame Ehemänner, Einbrecher und andere als eine Art Schlagknüppel verwendet, um diese zu disziplinieren.